# Фердинандо I де Медичи
Вижте пояснителната страница за други личности с името Фердинандо де Медичи.
Фердинàндо I де Мèдичи (на италиански: Ferdinando de' Medici; * 30 юли 1549, Флоренция, Велико херцогство Тоскана; † 7 февруари 1609, пак там) е кардинал и 3-ти Велик херцог на Тоскана (1587 – 1609). Допринася за значителното нарастване на влиянието и престижа на Династията Медичи в Италия и зад пределите ѝ.

## Произход
Той е петият син на Козимо I де Медичи (* 1519, † 1574), първи Велик херцог на Тоскана (1537 –1574), и на Елеонора ди Толедо (* 1522, † 1562). Негови дядо и баба по бащина линия са известният кондотиер Джовани дале Банде Нере и Мария Салвиати, а по майчина – дон Педро Алварес де Толедо и Сунига, вицекрал на Неапол, и Мария Осорио и Пиментел, маркиза на Вилафранка де Биерсо. Има шест братя и четири сестри:
- Мария Лукреция (* 1540, † 1557), принцеса на Велико херцогство Тоскана
- Франческо I (* 1541 † 1587), 2-ри Велик херцог на Тоскана
- Изабела (* 1542, † 1576), херцогиня на Брачано като съпруга на Паоло Джордано I Орсини
- Джовани (* 1543, † 1562), епископ на Пиза и кардинал от 31 януари 1560 г.
- Лукреция (* 1544 или 1545, † 1561), херцогиня на Ферара, Модена и Реджо като съпруга на Алфонсо II д’Есте
- Пиеро (Педрико) (* 1546, † 1547)
- Гарция (* 1547, † 1562)
- Антонио (* 1548, † 1548)
- Анна (*/ † 1553)
- Пиетро, понякога наричан Пиеро или Педро и известен в Испания като Дон Педро (* 1554, † 1604), военен, генерал и политик.

Освен това има една полусестра от втория брак на баща си и есин полубрат и две полусестри извънбрачни връзки на баща си.

## Биография

### Ранни години
Тъй като управлението трябвало да наследи по-големият му брат Франческо, Фердинандо от малък е подготвян за духовен сан. През 1563 г., едва 13-годишен, скоро след смъртта на неговия брат кардинал Джовани, той е ръкоположен за кардинал, но без приемане на свещенически обети (т. нар. кардинал-мирянин). До назначаването на кардинал Франческо Сфорца, номиниран от папа Григорий XIII през 1583 г., той е най-младият италиански кардинал. В Пиза малария убива както майка муЕлеонора, така и по-малките му братя Джовани и Гарция, и той е единственият, който оцелява. През следващите години страда от туберкулоза. Живеейки в Рим, той събира италиански антики за построената от него край Рим Вила „Медичи“, където излага богата колекция от класически скулптури.

### Управление

#### Вътрешна политика
През 1587 г. неочаквано умират брат му Франческо I, велик херцог на Тоскана, и съпругата му Бианка Капело (има подозрение, че са отровени с арсеник, най-вероятно от самия Фердинандо). Фердинандо I го наследява на трона на Великото херцогство Тоскана на 38-годишна възраст. В Рим, като кардинал, Фердинандо вече се е доказал като способен администратор. Той основава Вила Медичи, като закупува много произведения на изкуството, които донася обратно във Флоренция, когато се възкачва на престола.
Той заема длъжността на кардинал дори след като става велик херцог, докато политическият съюз с французите, насочен срещу Хабсбургите, го принуждава през 1589 г. да наруши обета си за безбрачие и да се ожени за Кристина Лотарингска, внучка на Катерина де Медичи. За тържествата по повод сватбата му на Джироламо Баргали е поръчана комедията La Pellegrina, представена от членовете на Академия дели Интронати от Сиена.
Мъдрата външна политика на Фердинандо де Медичи спомага за търговския и финансов подем на Тоскана. В много отношения той е пълната противоположност на своя брат и предшественик Франческо I. Той възстановява съдебната система, реорганизира корпорациите, задълженията и преди всичко бюрократичния апарат и насърчава данъчна реформа. Искрено се интересува от благополучието на своите поданици. Насърчава търговията и печели голяма част от богатството си чрез създаването във всички големи европейски градове на банки, контролирани от Медичите.
Той осъществява пресушаването на блатистата източна част на областта и превръщането на незначителното дотогава селище Ливорно в голямо пристанище. Всъщност неговият едикт за толерантност към евреите и еретиците (т.нар. Ливорнска конституция) прави Ливорно свободно пристанище за множество испански евреи, които са били изгонени от Испания през 1492 г., и за други чужденци.
Той кара част от течението на река Арно да бъде отклонено в канал, който значително подобрява търговския трафик между Флоренция и Пиза. Благодарение на проект за напояване, който той популяризира, е възможно да се направят обработваеми много земи от Пиза до Фучекио, от Вал ди Киана до Валдиниеволе.

#### Външна политика
Във външната политика Фердинандо I се опитва да направи Тоскана независима от влиянието на Хабсбургите (за завръщането си в Тоскана и за завладяването на държавата Сиена Медичите е трябвало да разчитат на имперските армии). След убийството на френския крал Анри III през 1589 г. той се съюзява с крал Анри IV, който се бори срещу Католическата лига. Фердинандо му обещава финансовата си подкрепа и го насърчава да приеме Католицизма. Когато френският крал е покръстен, Фердинандо използва цялото си влияние, за да накара папата да приеме покръстването. Анри показва малко признателност за тези услуги и Фердинандо оставя отношенията им да охладнеят, запазвайки лелеяната си позиция на независимост. Фердинандо всъщност проявява голяма проницателност, като се обявява на страната на Анри IV, още когато последният оглавява хугенотите. След коронацията му през 1594 г. обаче Фердинандо изпраща флота си в Марсилия и превзема замъка Иф, с което си навлича гнева на новия френски крал. Примирието между двамата е скрепено с брака между Анри IV и племенницата на Фердинандо Мария де Медичи през декември 1600 г.

Фердинандо I се свързва отново с Хабсбургите след загубата на Салуцо и урежда брака между сина си Козимо II и ерцхерцогиня Мария Мадалена Австрийска, сестра на императора, през октомври 1608 г.
Във военно отношение той подкрепя както краля на Испания Фелипе III в алжирската кампания и в Свещената Римска империя срещу турците. Заради тези начинания той трябва да повиши данъците на своите поданици, но изглежда, че дори тези услуги не успяват да го освободят напълно от подчинение на Хабсбургите.
Той насърчава формирането на ефикасен военен флот и побеждава няколко пъти пиратските флоти (Коста Бербера: подвиг на Бона, 1607 г.) и турските (Фамагуста, 1608 г.). Фрески от неговите военни подвизи, изпълнени от Бернардино Почети, все още могат да се видят днес в Зала Бона на Двореца Пити.

### Експедиция „Торнтън“
Фердинандо I насърчава експедицията на Торнтън, която е единственият италиански опит за създаване на колония в Америка чрез организиране на експедиция до Северна Бразилия и Гвианите, която отпътува през 1608 г. от новоразширеното пристанище Ливорно. Експедицията, командвана от английския капитан Торнтън, при завръщането си в Ливорно през 1609 г. от неговото изследователско пътуване в Амазонка, открива Фердинандо I мъртъв от няколко месеца и неговият колониален проект е отменен от неговия наследник Козимо II (използваният галеон „Санта Лучия“ от капитан Торнтън се връща в Ливорно с много информация и учебен материал – от аборигени до тропически папагали, след като е направил междинно спиране в Тринидад и е готов да качи заселници, произхождащи от Ливорно и Лука, за да ги отведе в Южна Америка в областта, където днес съществува Френска Гвиана).
| „                                              | През първите години на XVII век Фердинандо I от Тоскана лелеял мечтата за малка африканска империя; тогава обмисля възможността за бразилска колония. На 30 август 1608 г. флорентинският инженер Бачо да Филикая... му изпраща писмо от Лисабон. В него той реконструира завладяването на Бразилия и обяснява причините за упадъка на Лузитанската колония. Няма и месец по-късно Фердинанд заповяда да въоръжат една каравела и една тартана в пристанището на Ливорно и ги поверява на капитан Торнтън. Пътуването всъщност е подготвяно от известно време - писмото на Бачо само ускорява вече установена програма - и великият херцог дори е поискал от Робърт Дъдли карта на Амазонка, която той изследва през 1595 г. Дъдли съветва Торнтън да търси злато по бреговете на реките Амазонка и Ориноко. Фердинанд нарежда по-прозаично да се натоварят бали със стоки и да се основе, ако е възможно, търговски пост. Торнтън плава почти година: акостира в Гвиана и Бразилия, изследва река Амазонка и Ориноко и се завръща в Кайен и Тринидад. На 12 юли 1609 г. той се връща в Ливорно, но не намира на кого да докладва за начинанието си. На 3 февруари същата година великият херцог умира и Флоренция вече не мисли за възможността да основе колония или търговско дружество в чужбина. | “ |
| Gli italiani in Brasile (di Matteo Sanfilippo) | |   |

### Смърт и наследник
Умира на 59-годишна възраст във Флоренция през 1609 г. Наследен е от сина си Козимо II Медичи.

## Меценатство
През целия си живот Фердинандо де Медичи се занимава с меценатство. Той поръчва Форт Белведере на Бернардо Буонталенти. Нарежда да се направи конната статуя на баща му Козимо I на Джамболоня, която стои и към 2023 г. на Пиаца дела Синьория във Флоренция. Завършва системата от Вили на Медичите, като строи вилите Артимино и Амброджана. Той също така строи крепостта Сан Джорджо и Параклисите на Медичите в базиликата „Сан Лоренцо“.
Той назначава Гаспаро Мола за главен гравьор на флорентинския монетен двор. В Сиена насърчава изграждането на голямата църква „Санта Мария ин Провенцано“ – светилище на едноименния свещен образ, като поверява проекта на картезианския монах Дамиано Шифардини.
Защитава и насърчава дейността на Камерата де Барди (група благородници, които се срещат, за да обсъдят неформално музиката, литературата, науката и изкуствата), която поставя основите на големия сезон на мелодрамата и впоследствие на италианската опера.
- Форт Белведере
- Вила Артимино (Карминяно)
- Вила Амброджана, Монтелупо Фиорентино
- Параклиси на Медичите
- Санта Мария дела Киеза, Сиена

## Фердинандо I и науката
Той е организаторът на разширяването на пристанището на Ливорно и развива колекциите на Медичите от изкуство, природа и технически и научни инструменти.
Подражавайки на отношението на великите владетели на своето време, финансира изследователски пътувания, като ботаническото пътуване на фламандеца Джузепе Казабона (ок. 1535 – 1595) до о-в Крит, чието ехо е постоянно във великите текстове по ботаника от последните години на XVI век и от началото на XVII век.
Фердинандо I поддържа много близки отношения с Улисе Алдрованди и не пести подкрепа за програмата за систематично събиране на цветя, растения и животни, насърчавана от Франческо I. Великият херцог възобновява много от вниманието и интересите, запазени от Козимо I към математическите дисциплини, които остават чужди на вкуса на Франческо I, предлагайки да се публикуват поредица от досега непубликувани текстове от гръцки математици (много кодекси, подготвени за печат, се съхраняват сред малябекианските ръкописи на Националната централна библиотека на Флоренция). Той обръща особено внимание на образованието на своя син, бъдещият херцог Козимо II, сред чиито възпитателе е и Галилео Галилей.

## Брак и потомство
∞ 8 декември 1588 г. за Кристина Лотарингска (* 16 август 1565, Бар льо Дюк; † 19 декември 1636, Флоренция), дъщеря на Карл III, херцог на Лотарингия, и Клод дьо Валоа, дъщеря на френския крал Анри II и Катерина де Медичи. Те имат пет сина и четири дъщери:
- Козимо II де Медичи (* 12 май 1590, Флоренция; † 28 февруари 1621, Флоренция), 4-ти Велик херцог на Тоскана (1609 – 1621), ∞ 1608 за Мария Магдалена Австрийска, ерцхерцогиня на Австрия, от която има пет сина и три дъщери
- Елеонора де Медичи (* 10 ноември 1591, Флоренция; † 22 ноември 1617, Флоренция)
- Катерина де Медичи (* 2 май 1593, Флоренция; † 17 април 1629, Сиена), ∞ 1617 за Фердинандо Гондзага, херцог на Мантуа и Монферат, от когото няма деца
- Франческо де Медичи (* 14 май 1594, Флоренция; † 17 май 1614, Пиза), принц от Великото херцогство Тоскана и 4-ти княз на Капестрано, барон на Карапеле, господар на Кастел дел Монте, на Офена и на Буси, военен, неженен и бездетен
- Карло де Медичи (* 19 март 1595, Флоренция; † 17 юни 1666, Флоренция), принц от Велико херцогство Тоскана и от 1615 г. кардинал и епископ.
- Филипо (нар. Филипино) де Медичи (* 9 април 1598, Флоренция; † 3 април 1602, Флоренция)
- Лоренцо де Медичи (* ок. 20 юли 1599, Флоренция; † 15 ноември 1648, Флоренция), дон, неженен и бездетен
- Мария Магдалена де Медичи (* 29 юни 1600, Флоренция; † 28 декември 1633, Флоренция), инвалид
- Клавдия де Медичи (* 4 юни 1604, Флоренция; † 25 декември 1648, Инсбрук), ∞ 1. 1621 за Федерико Убалдо дела Ровере (*1605, † 1623), херцог на Урбино, от когото има една дъщеря 2. 1626 за Леополд V, ерцхерцог на Предна Австрия, от когото има двама сина и три дъщери.

- Портрети на децата на Фердинандо I
- Козимо II
- Елеонора
- Катерина
- Франческо
- Карло
- Филипино
- Лоренцо
- Клавдия
- Мария Магдалена